# Frank Bengel

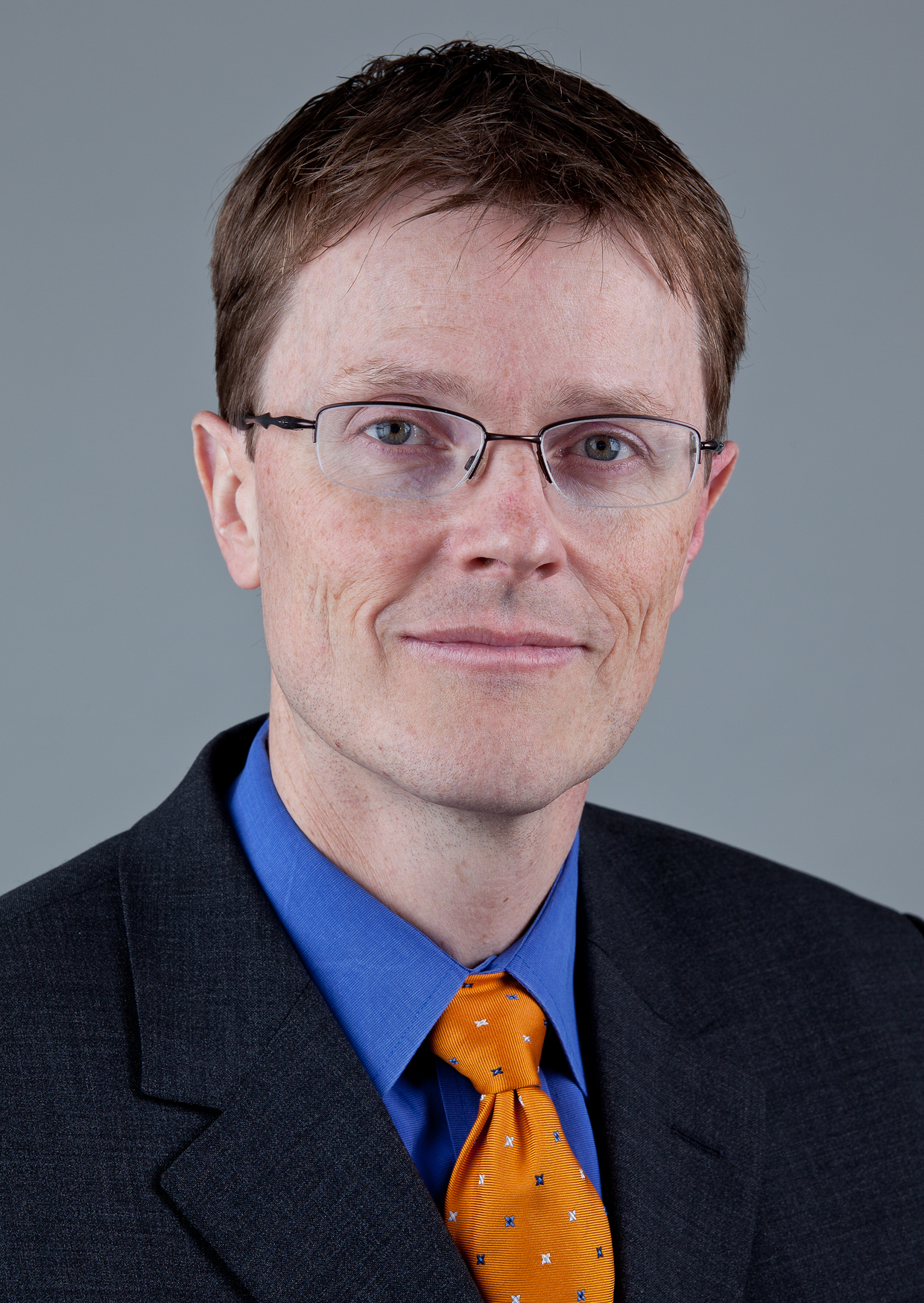
Frank Michael Bengel

Frank Michael Bengel (* 14. August 1969 in Würzburg) ist ein deutscher Nuklearmediziner und Hochschullehrer. Er ist Direktor der Klinik für Nuklearmedizin an der Medizinischen Hochschule Hannover.

## Leben
Bengel studierte von 1988 bis 1995 Humanmedizin und promovierte an der Friedrich-Alexander-Universität Erlangen-Nürnberg. Die Facharztausbildung für Nuklearmedizin absolvierte er von 1995 bis 2000 an der Nuklearmedizinischen Klinik der TU München. Er wurde anschließend zum Oberarzt ernannt und erhielt 2002 die Venia legendi (Habilitation) für das Fachgebiet Nuklearmedizin an der Medizinischen Fakultät der TU München. Im Jahr 2004 erhielt er einen Ruf an die Johns Hopkins University in Baltimore, wo er von 2005 bis 2010 als Associate Professor of Radiology and Medicine, sowie als Director of Cardiovascular Nuclear Medicine tätig war. 2009 erhielt Bengel einen Ruf auf eine W3-Professur und Position des Direktors der Klinik für Nuklearmedizin an der Medizinischen Hochschule Hannover, wo er im Januar 2011 seinen Dienst antrat. Von April 2020 bis März 2025 übernahm er zudem die Aufgaben des Forschungsdekans der Medizinischen Hochschule Hannover.

## Forschung
Schwerpunkt der wissenschaftlichen Arbeit Bengels ist die Anwendung nichtinvasiver bildgebender Verfahren zur Untersuchung von Funktionsabläufen im Körper (insbesondere im Herz-Kreislauf-System). Er trieb die Entwicklung nuklearmedizinischer Techniken zum Studium von Durchblutung, Stoffwechsel und Nervensystem des Herzens voran und führte innovative Methoden zur Bildgebung von Genexpression, zur Verfolgung von Stammzellen und zur Darstellung von Mechanismen der Entzündung und Organheilung ein. Im Zentrum seiner Arbeiten steht eine rasche Überführung neuer diagnostischer Tests in die Krankenversorgung, um Früherkennung von Krankheiten zu ermöglichen und die individuelle Behandlungswahl zu verbessern.

## Funktionen in wissenschaftlichen Vereinigungen
Bengel hielt bzw. hält folgende Positionen in nationalen und internationalen Wissenschaftsvereinigungen:
- Associate Editor: Journal of Nuclear Medicine (seit 2017), European Heart Journal – Cardiovascular Imaging (seit 2013), Nuklearmedizin (2010–2017)
- Editorial Board Member: Journal of the American College of Cardiology (2011–2015), Circulation - Cardiovascular Imaging (seit 2008), JACC – Cardiovascular Imaging (seit 2007), European Journal of Nuclear Medicine and Molecular Imaging (seit 2004), Journal of Nuclear Cardiology (seit 2004)
- Präsident, Cardiovascular Council, Society of Nuclear Medicine and Molecular Imaging (SNMMI) (2009/2010)
- Vorsitzender, Cardiovascular Committee, European Association of Nuclear Medicine (EANM) (2004–2008)
- Vorsitzender, Arbeitsgruppe Nuklearkardiologie, Deutsche Gesellschaft für Kardiologie (DGK) (2006–2010)
- Fellow der American Heart Association (2012)
- Vorstandsmitglied, American Society of Nuclear Cardiology (ASNC) (2006–2010) und Deutsche Gesellschaft für Nuklearmedizin (DGN) (2013–2016)
- Kongresspräsident, Jahrestagung der Deutschen Gesellschaft für Nuklearmedizin (DGN) 2015
- Vorstandsmitglied und designierter Präsident, Deutsche Gesellschaft für Nuklearmedizin (DGN) seit 2024

## Auszeichnungen
- 2002 – Tyco Healthcare Förderpreis und Brahms Forschungspreis der Deutschen Gesellschaft für Nuklearmedizin
- 2011 – Hermann Blumgart Award der Society of Nuclear Medicine and Molecular Imaging
- 2013 – Simon Dack Award des American College of Cardiology
- 2014 – Zaret/Beller Award der American Society of Nuclear Cardiology